# Pastorale eenheid
Een pastorale eenheid is een samenwerkingsverband van verschillende parochies. Doorgaans hebben zij nog wel een eigen pastoor, maar worden bepaalde taken gezamenlijk verricht. Niet zelden is een pastorale eenheid een voorfase van een fusie van parochies. Teruglopend kerkbezoek en een tekort aan pastoors zijn de belangrijkste redenen van deze fusies.